# Eureka (diamant)
Eureka is de eerste diamant die gevonden werd in Zuid-Afrika. Hij woog 21,25 karaat bij de vondst in 1866 in Hopetown, waarna hij geslepen werd tot een briljant van 10,73 karaat.

## Geschiedenis
De diamant werd ontdekt door de 15-jarige Erasmus Jacobs op de boerderij van zijn vader ten noordoosten van Hopetown. Omdat niemand in zijn gezin wist dat het om een diamant ging, gebruikte hij hem als speelgoed.
Toen buurman Schalk van Niekerk langskwam, bood hij aan om de steen te kopen, maar hij kreeg hem gratis. Zijn vriend John Robert O'Reilly identificeerde de steen als een diamant, waarop Van Niekerk de steen naar geoloog William Guybon Atherstone bracht, die de waarde van de diamant op 500 pond sterling schatte.
De diamant werd verkocht aan de gouverneur van de Britse Kaapkolonie, sir Philip Wodehouse, die de steen aan koningin Victoria liet zien. De wereldreis van de diamant bracht hem onder andere op de EXPO Parijs 1867.
De vondst leidde niet onmiddellijk tot een grootschalige diamantindustrie in Zuid-Afrika. Pas enkele jaren later, nadat een veel zwaardere diamant werd gevonden, begon de diamantkoorts.
Precies 100 jaar na de vondst van Eureka keerde hij terug naar Zuid-Afrika. Momenteel is hij te bezichtigen in het Big Hole Museum bij Kimberley, waar de gevolgen van de vondst het grootst zijn.